# 單星
单星是不和任何其他同类星体组成聚星系统的单一天体。恒星、行星、小行星都存在单星系统。

## 恒星系统
长久以来人们一直认为宇宙中大部分的恒星是聚星系统。以双星和三合星较为多见。单星反而较少。然而，根据2006年的一项研究，银河系中的主序星有2/3都是单星，改变了人们的传统认识。
单星构成的恒星系统最为简单，围绕恒星运行的小星体(例如行星)的轨道比较简单，不会因为受到多个大天体的影响而走出怪异的路线，从而较容易维持合适的环境、温度和光照，有利于生命的存在。
单星也可能因为位置的缘故，被人错认为和另一颗恒星组成双星。实际上两者之间并无相互旋转的运动关系。这样的双星被称为光学双星。
太阳一般认为就是一个单星。尽管存在着未经证实的太阳伴星的传闻。

## 行星和小行星系统
可能是因为形成方式的不同，行星和小行星大多是单星。只有少数的小行星或者卫星构成双星系统。但是某些大型的卫星有时也被认为是与自己的母星构成双行星系统。
例如:
- 冥王星与冥卫一
- 地球与月球[2]

## 相关
- 恒星
- 聚星